# Korveta tipa 056
Korveta tipa 056 (NATO-ov naziv: korveta klase Jiangdao) klasa je ratnih brodova koje koristi kineska Mornarica narodnooslobodilačke vojske. Oni zamjenjuju starije ophodna brodove i neke od fregata tipa 053H. Prvi tip 056 ušao je u službu u veljači 2013. godine. Protupodmornička ratna varijanta, poznata kao tip 056A, također je ušla u službu. Nakon izgradnje Aba[čega?] u prosincu 2019. godine Kina je prestala graditi korvete tipa 056 kako bi se usredotočila na nabavu većih ratnih brodova za misije na otvorenom moru.
Dvije ophodne inačice od 1800 tona, P18N, isporučene su nigerijskoj mornarici, a četiri varijante korvete C13B od 1300 tona prodane su mornarici Bangladeša.

## Opis
Korveta tipa 056 popunjava prazninu u sposobnostima između raketnog čamca tipa 022 i fregate tipa 054A. Brod je dug 90 metara, istisne 1500 tona i uključuje antiradarske značajke. Tip 056 prikladan je za misije srednjeg dometa u zelenim vodama i u priobalju, ali ne i za velike borbene operacije u plavim vodama. Izgrađen je s dvotjednom izdržljivošću za borbene misije kao što su ophodnja, pratnja i zaštita interesa pomorskog isključivog gospodarskog pojasa unutar 200 nmi (370 km) od obale, oslobađajući veće ratne brodove za raspoređivanje na otvorenom oceanu. Korveta tipa 056 ima posadu od 78 ljudi s najvećom brzinom od 25 čvorova (46 km/h) i dometom od 3500 nautičkih milja (6500 km) pri 16 čvorova (30 km/h).
Površinsko naoružanje navedeno je kao AK-176 76 mm mornarički top, dva H/PJ-17 30 mm autotopa, i četiri protubrodske rakete YJ-83. Projektili zemlja -zrak FL-3000N nose se u jednom lanseru s osam ćelija. Konačno, tu su i dva trocijevna 324 mm lansera torpeda, koji mogu nositi laka ASW torpeda Yu-7.
Osnovni tip 056 opremljen je radarom Type 347G (LR66) i sonarom montiranim na pramcu. Tip 056A dodaje tegljeni niz i sonare promjenjive dubine (VDS).
Tip 056 ima helikoptersku palubu za helikopter veličine Z-9, ali nema hangar.
Korveta P18 izvozna je inačica tipa 056. P18 ima istisninu od 1800 tona, s duljinom od 95 m i širinom od 12 m, elektrana su dva dizelska motora MTU 20V 4000M, ima maksimalnu brzinu od 25 čvorova (46 km/h),  naoružanje može uključivati top od 76 mm i dva topa od 30 mm, do osam protubrodskih projektila i dva trostruka lansera torpeda. Može nositi helikopter srednje veličine.